# ثورة الزنج (المسرح الأهوازي)
مسرح الأهواز كان أحد منطقتين رئيستين (مسرح) للعمليات خلال ثورة الزنج، أما المنطقة الأخرى فهي مناطق العراق السفلى (سواد العراق) والوسطى. ابتداءً من عام 869، دخلت جيوش الزنج مقاطعة الأهواز (مقاطعة خوزستان الحديثة، في إيران) بشكل متكرر ونجحت في تحقيق العديد من الانتصارات ضد قوات الدفاع التابعة للخلافة العباسية. على مدار العقد التالي، هاجم المتمردون ونهبوا العديد من مدن المنطقة، بما في ذلك سوق الأهواز (عاصمة الإقليم)، وعسكر مكرم، ورامهرمز. وبحلول ذروة التمرد في منتصف سبعينيات القرن التاسع، كان الزنج يسيطرون فعليًا على أجزاء واسعة من الإقليم، حيث عينوا حكامًا للمقاطعات الخاضعة لسيطرتهم وجمعوا الإمدادات من السكان المحليين. خلال هذه الفترة، كان الزنج في الأحواز عادةً تحت قيادة علي بن أبان المهلبي، وهو مساعد أول للزعيم الزنجي العام علي بن محمد.
وفي محاولة لاحتواء الزنج، أرسلت الحكومة العباسية في سامراء عددًا من القادة إلى المحافظة لمحاربة المتمردين. تمكنت جيوش الخلافة في بعض الأحيان من هزيمة الزنج في المعركة، لكنها لم تنجح في إخراجهم من المقاطعة، وكثيرًا ما عانت من خسائر فادحة. وتعقدت جهود الحرب العباسية بعد وصول الأمير الصفاري يعقوب بن الليث إلى الأهواز في عام 875 ومحاولته تأكيد سلطته على المنطقة، على حساب الزنج والعباسيين.
انتهى الوجود الزنجي في الأهواز بشكل مفاجئ في عام 881، عندما أمر علي بن أبان بالتخلي عن المنطقة والعودة إلى جنوب العراق، حيث كانت ستجري الأحداث العسكرية المتبقية من التمرد.

## العمليات الأولية
بدأت ثورة الزنج في أوائل أيلول 869، في منطقة جنوب العراق. كان زعيم الثورة هو علي بن محمد، الذي قاد سابقًا حركتين فاشلتين ضد الحكومة العباسية في عامي 863 و868. تمكّن علي من جمع عدد كبير من الأتباع بسرعة، وخاصة بين العبيد السود الذين تم توظيفهم لزراعة الأراضي في منطقة شط العرب الحديثة. وسرعان ما انتشر المتمردون في المناطق المحيطة بمدينة البصرة، وبدؤوا في السيطرة على القرى في المنطقة.
وبسبب قربها من البصرة، دخل الزنج بعض المناطق الحدودية للأهواز في الأشهر الأولى من الثورة. لكن تحركات المتمردين في الولاية في هذه المرحلة كانت مقتصرة على الأراضي المحيطة بنهر الدُّجيل الجنوبي (اسمه الحالي هو الكارون). وقد توصل الزنج إلى اتفاقيات سلام مع بعض القرى في المنطقة؛ إلا أن مستوطنات أخرى قاومت المتمردين وتعرضت للهجوم نتيجة لذلك.

## الاحتلال الأول لسوق الأهواز
وعلى مدى ما يقرب من عام منذ اندلاع الثورة، ظل المتمردون محصورين في أغلب الأحيان في المناطق المحيطة بالبصرة. في منتصف عام 870، نجح الزنج في اجتياح الأبلة واستسلام عبادان، وسعى المتمردون إلى متابعة هذه الانتصارات بهجمات أخرى. قرر زعيم الزنج علي بن محمد التوسع نحو الشمال الشرقي وجعل الأهواز هدفًا لحملته التالية، وأُمر جيش بالتقدم نحو الإقليم.
وكانت قوات الزنج التي خرجت إلى الأهواز متحمسة لمهمتها، وقد أخذوا العبيد والأسلحة التي نهبوها من عبادان. وكان هدفهم الأول مدينة جبة الواقعة شرقي الدجيل. ولم يبد سكان المدينة أي مقاومة، ففروا، مما سمح للزنجيين بدخول جبة ونهبها. ومن هناك انتشروا في ضواحي جبة، التي أصبحت خرابًا. ثم واصل المتمردون مسيرتهم شمالًا، ووصلوا أخيرًا إلى مدينة الأهواز، المعروفة أيضاً باسم سوق الأهواز.
وقد استقبلت المدينة أنباء اقتراب الزنج بخوف شديد. وكان الحاكم العسكري للأهواز في ذلك الوقت هو سعيد بن ياسين (أو سعيد بن يقسين)، وكان لديه قوة من الجنود تحت تصرفه. لكن سعيد قرر الانسحاب من المدينة، مصطحبًا معه جنوده، كما فر سكان الأهواز أيضًا. وبالتالي، عندما وصل جيش الزنج إلى سوق الأحواز، تمكن من دخول المدينة واحتلالها، دون أن يبدي أحد أي مقاومة تقريبًا. وقد وقع الحاكم المالي إبراهيم بن محمد بن المدبر، الذي بقي في سوق الأهواز مع رفاقه وخدمه، في قبضة المتمردين، وتم الاستيلاء على أمواله وأثاثه وأُخذ عبيده وحاشيته عبيدًا.
ولم يستمر احتلال الزنج لسوق الأهواز إلا لفترة مؤقتة، وفي العام التالي أعاد العباسيون تأسيس وجودهم العسكري في المنطقة. لكن الاحتلال نجح في فتح جبهة جديدة في الحرب ضد الحكومة. وقد احتل الزنج سوق الأهواز مرتين أخريين، في عام 873 ومرة أخرى في عام 875، وبعد المناسبة الأخيرة احتفظوا بالسيطرة على المدينة لعدة سنوات. كما ساعد الاستيلاء على الأهواز، إلى جانب الاستيلاء على الأبلة قبل أقل من شهرين، على نشر الخوف بين سكان المناطق المحيطة؛ فقد فر العديد من سكان البصرة، على سبيل المثال، من مدينتهم إلى مناطق أكثر أمانًا بعد أن علموا بانتصار الزنج.

## وصول إبراهيم بن سيما
في عام 871، أرسل زعيم الزنج علي بن أبان إلى الأهواز، وأمره باحتلال الإقليم وتدمير جسر يمتد على نهر الدجيل. ولكن عند وصوله إلى الجسر، التقت قواته بإبراهيم بن سيما التركي، وهو قائد حكومي كان عائدًا إلى العراق من فارس. هاجم إبراهيم المتمردين من عدة جهات، فقتل عددًا كبيرًا منهم وأجبر عليًا على الفرار. حاول علي، الذي طارده فرسان إبراهيم، الوصول إلى سوق الأهواز، لكن جرحًا في قدمه أعاق تحركاته، فقرر في النهاية التراجع إلى جبة بدلًا من ذلك.
ونتيجة لانتصاره عُين إبراهيم قائدًا للحرب ضد الزنج في الأهواز، وعُزل سعيد بن ياسين من منصبه. قرر إبراهيم مطاردة علي، فقسم قواته إلى قسمين، فأرسل فرقة بقيادة سكرتيره (حاجبه أو كاتبه) شاهين، واحتفظ بالأخرى لنفسه. ولما علم علي بتحركاتهم، التقى بقوات شاهين وهزمها، فقتل شاهين وعددًا كبيرًا من رجاله. ثم تقدم على الفور نحو إبراهيم، ووصل إلى معسكر الأخير في نفس المساء قبل أن يصله خبر هزيمة شاهين. وعلى الرغم من قلة قواته، هاجم علي رجال إبراهيم وهزمهم بنجاح، مما أجبر إبراهيم على الانسحاب بدوره.
وبعد المعارك ضد شاهين وإبراهيم، بقي علي معسكرًا في جبة حتى استدعاه زعيم الزنج للمشاركة في هجوم الزنج على البصرة.

## مقتل منصور بن جعفر
بعد الاستيلاء الناجح على البصرة في أيلول 871 م، أُرسل علي بن أبان مرة أخرى إلى الجبة لمحاربة منصور بن جعفر الخياط الإداري العسكري للبصرة ومنطقة دجلة. ولتعزيز علي، أرسل زعيم الزنج اثني عشر بارجة محملة بالجنود بقيادة أبي الليث الأصبهاني، مع الأوامر باتباع أوامر علي. لكن أبا الليث عزم على مهاجمة المنصور وحده، فخرج للقائه دون استشارة علي. وفي المعركة التي نتجت عن ذلك، هزم المنصور أبو الليث، فقتل العديد من رجاله واستولى على زوارقه.
بعد أن علم عليّ بهزيمة أبي الليث، انسحب هو أيضًا عائدًا إلى معسكره، حيث مكث فيه نحو شهر. ثم خرج مجددًا لملاقاة منصور، وأرسل الكشافة لجمع المعلومات عنه. ولما بلغه وجود كتيبة بقيادة أحد قادة منصور، شنّ عليّ هجومًا ليليًّا عليها، فقتل القائد ومعظم جنوده، ونهب معسكرهم. وعندما وصلت أنباء الغارة إلى منصور، قرر أن يخرج بنفسه لمواجهة عليّ، فخرج عليّ أيضًا للقائه. وانتهت المعركة التي دارت بينهما بنصرٍ كامل لعليّ؛ إذ تكبدت قوات منصور خسائر فادحة، وفرّت في النهاية تاركة قائدها في ساحة المعركة. أما منصور نفسه، فقد حاول الفرار، لكن أحد جنود الزنوج لاحقه وقتله بينما كان يحاول عبور قناة مائية.
بعد وفاة منصور، عُين أشغاجون من الحكومة ليحل محله. وبقي علي في الجبة فترة من الزمن، حتى وصلته رسالة من زعيم الزنج بالعودة مسرعًا إلى العراق، حيث وصل أبو أحمد بن المتوكل (الخليفة المستقبلي الموفق) بجيش كبير لمهاجمة مدينة المختارة وهي مدينة الزنج الرئيسة.

## الاحتلال الثاني لسوق الأحواز، ابن مفلح
في عام 873، وبعد انسحاب أبي أحمد من جنوبي العراق، أمر قائد الزنج علي بن أبان بالعودة إلى الأهواز مع معظم قواته. وعندما بلغ أسغاجون خبر تقدّم المتمردين، خرج من سوق الأهواز بجيشه لملاقاة علي، فالتقى الجيشان في صحراء. وقد جرت المعركة على غير ما يشتهي جيش الحكومة؛ إذ قُتل أسغاجون وكثير من جنوده، وأُسر آخرون. ثم تقدم الزنج إلى سوق الأهواز ودخلوها في الثامن من أيار، فبدؤوا في نهبها وقتلوا عددًا من سكانها.
وصلت أنباء مصير سوق الأهواز إلى الحكومة المركزية في سامراء، والتي ردت بتعيين القائد موسى بن بغا الكبير قائدًا للحرب ضد الزنج. أرسل موسى عبد الرحمن بن مفلح إلى الأحواز للاشتباك مع علي. وفي أول مواجهة له مع المتمردين هزم ابن مفلح، ولكن بعد أن أعاد تنظيم قواته، شن هجومًا ثانيًا وأوقع هزيمة قاسية بالزنج. وقد قُتل أو أُسر العديد من رجال علي، بينما هرب علي نفسه مع عدد قليل من أتباعه إلى جنوب العراق.
بعد أن قضى عليٌّ بعض الوقت في المختارة للتعافي، أُرسل مرة أخرى لمحاربة ابن مفلح، الذي كان قد عسكر في حصن المهدي بالدجيل. إلا أنه اصطدم بإبراهيم بن سيما، الذي كان عسكرًا آنذاك في البذوارد، وهزمه مرتين. من جانبه، تلقى ابن مفلح نبأ تحركات علي، فأرسل نائبه تشتيمور لمواجهته. وجد تشتيمور أن عليًا قد تراجع إلى منطقة كثيفة من الغابات الغيلية والقصب، ولإجباره على الخروج أمر قواته بإشعال النار في النباتات. تمكن علي من الفرار، لكن العديد من رجاله وقعوا في أسر تشتيمور، الذي أرسل خبر انتصاره إلى ابن مفلح.
بعد هزيمته، توجه عليّ إلى نهر السدرة في منطقة الدجيل جنوب سوق الأهواز، وهناك كتب إلى قائد الزنج طالبًا إرسال تعزيزات. فأُرسلت إليه ثلاث عشرة سفينة محمّلة بعدة فرق من جنود الزنج، وعندها قرر عليّ أن يتقدم مجددًا لملاقاة ابن مفلح. التقى الجيشان، لكنهما أحجما عن القتال طوال يومٍ كامل. وفي تلك الليلة، أخذ عليّ مجموعة من أكثر جنوده ثقة، وتسلل إلى مؤخرة معسكر ابن مفلح، حيث شنّ هجومًا مباغتًا. فانهزم جيش الحكومة، واضطر ابن مفلح إلى التراجع، تاركًا خلفه أربعًا من سفنه.
اتجه ابن مفلح إلى الدولب قرب سوق الأهواز، حيث أعاد تأسيس معسكره. وبعد أن استعاد أنفاسه من الهزيمة، أرسل تشتيمور لملاقاة عليّ، فهُزم عليّ واضطر إلى التراجع نحو نهر السدرة. ثم خرج ابن مفلح ببقية قواته، ونجح في إلحاق هزيمة كبيرة بعليّ، خسر فيها الأخير عشرًا من سفنه خلال المعركة. واضطر عليّ إلى التراجع عائدًا إلى العراق، بينما واصل ابن مفلح تقدمه إلى منطقة بيان.

## أبو الساج والاحتلال الثالث لسوق الأهواز
قُتل كل من ابن مفلح وتشتيمور في أوائل عام 875 على يد محمد بن واصل، الحاكم المتمرد لفارس؛ وفي الوقت نفسه، قرر موسى بن بغا الاستقالة من قيادته للعمليات ضد الزنج وعاد إلى سامراء. وردًا على ذلك، عينت الحكومة المركزية أبو الساج حاكمًا عسكريًا للأهواز وأوكلت إليه مهمة هزيمة المتمردين هناك.
بعد وصول أبي الساج بقليل، زحف علي بن أبان إلى الأهواز، وسار نحو نهر السدرة. وهناك قاتل جيشًا حكوميًا وهزمه، وقتل قائده، وهو قريب لأبي الساج. فقرر الأخير الانسحاب إلى عسكر المكرم، مما سمح للزنج بالتقدم إلى سوق الأهواز. وعند دخولهم المدينة، شرعوا في قتل وأسر سكانها، ونهب وحرق منازلهم.
وبعد نهب سوق الأهواز، عُزل أبو الساج من منصبه واستُبدل مؤقتًا بإبراهيم بن سيما. وفي وقت لاحق من ذلك العام، مُنح مسرور البلخي القيادة العامة للحرب ضد المتمردين.

## يعقوب بن الليث، ومحمد بن عبيد الله، وأحمد بن ليثويه
وظهر تطور جديد في الحرب في أواخر عام 875 عندما وصل الأمير الصفاري يعقوب بن الليث إلى رامهرمز. لقد أمضى يعقوب السنوات القليلة الماضية ليصبح واحدًا من أقوى الحكام في الشرق الإسلامي، بعد أن فتح أقاليم سجستان، وكرمان، وخراسان، وفارس. علاوة على ذلك، سعى إلى التوسع في المناطق الأساسية للخلافة العباسية، وهي السياسة التي بلغت ذروتها في أوائل عام 876 مع معركة دير العاقول في وسط العراق. ورغم أن المعركة انتهت بهزيمة يعقوب وإجباره على الخروج من العراق، إلا أنه سعى إلى الحفاظ على سلطته في الأهواز، على حساب الحكومة العباسية والزنج.
عيّن يعقوب محمد بن عبيد الله الكردي واليًا على مقاطعات الأهواز. لكن محمدًا سرعان ما راسل زعيم الزنج وعرض الانضمام إلى صفوف المتمردين. وافق زعيم الزنج على العرض بشرط أن يسلم محمد لعلي بن أبان نائبًا عنه.

التحركات التقريبية لأحمد بن ليثويه تجاه علي بن أبان ومحمد بن عبيد الله.

وبعد أن أصبح محمد إلى جانبه، قرر علي إرسال بعثة بقيادة أخيه الخليل إلى السوس، حيث كان يقيم أحمد بن ليثويه، الذي عيّنه مسرور البلخي حاكمًا عسكريًّا للأهواز. واجتمع الخليل ومحمد واتجهوا نحو المدينة، إلا أن ابن ليثويه اعترض طريقهم قبل وصولهم وشن هجومًا عليهم. قُتل أو أُسر العديد من المتمردين، وسرعان ما انسحب الباقون. ثم توجه ابن ليثويه إلى جند سابور وأقام هناك.
بعد أن علم علي بن أبان بالهزيمة، قرر مساعدة محمد، فانطلق من سوق الأهواز بقواته. سارت قوات علي ومحمد كلٌّ على حدة عبر نهر مسرقان، والتقت في النهاية بعسكر مكرم، حيث ناقش علي ومحمد خططهما. ثم انقسم الجيشان مرة أخرى، فتوجه محمد نحو تستر ليستقر في تلك المدينة، بينما توجه علي إلى جسر على طريق فارس.
بينما كان علي متمركزًا عند الجسر، وردته أنباء تفيد بأنه رغم دخول محمد إلى تستر، كان يُقيم الصلاة هناك نيابة عن الخليفة وياقوب بن الليث، بدلًا من زعيم الزنج. ورأى علي في ذلك دليلًا على خيانة محمد، فأمر قواته بالعودة فورًا إلى سوق الأهواز وقام بتدمير الجسر ليمنع أي أحد من اللحاق به. وبعد مسيرة ليلية، دخل الثوار عسكر مكّرم، فهاجموها ونهبوها رغم الاتفاق السابق مع المدينة. وصل علي بعد قواته ورأى ما فعلوه، لكنه وصل متأخرًا فلم يستطع إيقافهم، فأمرهم بالعودة إلى سوق الأهواز.
وصلت أخبار تراجع علي إلى أحمد بن ليثاويه، الذي كان قد عاد في تلك الأثناء إلى السوس. فقرر التقدم نحو تستر واشتبك مع محمد في قتال. هُزم محمد واضطر إلى الفرار، فثبت ابن ليثاويه أقدامه في تستر.
انطلق علي نحو تستر بنية مواجهة ابن ليثاويه. وأثناء الطريق، علم بأن ابن ليثاويه هو الآخر يتجه في اتجاهه، فالتقى الجيشان قرب نهر مسروقان. وقد منحته فرسان ابن ليثاويه أفضلية كبيرة، وتحولت المعركة إلى هزيمة ساحقة، حيث وقف عدد قليل فقط من مشاة الزنج صامدين. أما علي، الذي أصيب بسهم في ساقه، فلم ينجُ بالكاد إلا بعد أن قفز في نهر مسرقان هاربًا. وتمكن من الوصول إلى سوق الأهواز، لكنه قرر عدم البقاء هناك، وعاد بدلًا من ذلك إلى مدينة المختارة لعلاج جراحه.
بعد شفائه التام من جراحه، انطلق علي عائدًا إلى الأهواز. ولما علم بوجود ابن ليثويه في عسكر مكرم، أرسل جيشًا كبيرًا بقيادة الخليل وابن أخيه أبي سهل محمد بن صالح لمواجهته. والتقى القائدان بقوات ابن ليثويه على بعد فراسخ خارج المدينة واشتبكا معه في معركة. لكن ابن ليثويه نفذ انسحابًا متظاهرًا [الإنجليزية]، وعندما طارده الزنج تعرضوا لكمين من فوج ثان. وبعد هزيمة المتمردين، عاد ابن ليثويه إلى المعركة، واضطر الزنج إلى الانسحاب بشكل كامل. وبعد أن انتهت المعركة، جمع ابن ليثويه رؤوس المتمردين القتلى وتوجه إلى تستر.

## الصراع الزنجي الصفاري
بعد فترة وجيزة من المعركة في عسكر مكرم، علم ابن ليثاويه أن يعقوب بن الليث يتقدم نحو الأهواز؛ وبما أن موقفه أصبح غير قابل للصمود، قرر مغادرة المنطقة وفرّ من تستر. فتوجه يعقوب إلى جندى صبور، مما اضطر عملاء الحكومة المركزية إلى إخلاء المنطقة. وبعد أن استقر في المدينة، أرسل الحصن بن العنبَر إلى سوق الأهواز ليكون والياً عليها. وعندما علم عليّ بن أبان بتقدم الحصن، قرر التخلي عن المدينة وإقامة معسكر على نهر السدرى، مما أتاح للحصن دخول سوق الأهواز دون مقاومة.
بدأ عليّ والحصن يشنان غارات متبادلة، تسبب كل منهما في خسائر للطرف الآخر. واستمر الحال حتى قرر عليّ مهاجمة الحصن في سوق الأهواز. في معركة ضارية، ألحق المتمردون هزيمة موجعة بالحُصن؛ فقد قُتل كثير من جنود السيفاريين وتم الاستيلاء على خيول الفرسان. فرّ الحصن إلى عسكر مكرم، في حين بدأ الزنج المنتصرون في نهب سوق الأهواز. ثم عاد عليّ إلى نهر السدرى، حيث أرسل حملة ضد زعيم كردي موال ليعقوب، كان متمركزًا في دورق. وحقق هذا الاشتباك أيضًا نجاحًا للزنج، إذ أسروا الزعيم الكردي وقتلوا عددًا من رجاله.
بعد الهزائم التي مُني بها على يد الزنج، أمر يعقوب الحصن بأن يمتنع عن ملاقاة الزنج في مزيد من القتال، ويقتصر نشاطه على سوق الأهواز فقط. كما كتب إلى عليّ طالبًا هدنة، على أن يُسمح له بالإبقاء على قواته داخل المدينة. رفض عليّ هذا العرض، متمسكًا بشرط السماح له أولاً بنقل المؤن الغذائية من المدينة. فوافق يعقوب على هذا الشرط، وسمح لعليّ بإخراج مؤنِه، لتنتهي بذلك حالة العداء بين الطرفين.

## تكين البخاري
تتوفي يعقوب في جُنداي صبور عام 879، وفي نفس السنة عيّن مسرور البلخي تكين البخاري واليًا عسكريًا على الأهواز. وعندما وصل تكين إلى الإقليم، علم بأن عليّ بن أبان يتجه نحو تستر بجيش كبير، فحزم أمره وانطلق إلى تلك المدينة أيضًا. وعندما وصل تستر، وجد أن عليّ قد حاصر المدينة وكانت على وشك الاستسلام. دون تردد أو إبطاء في التحضير، أمر تكين بالهجوم وتمكن من دحر الزنج، مما أجبرهم على الانسحاب من تستر.
بعد وقت قصير من المعركة، ورد إلى تكين خبر بأن عليّ أرسل فرقة إلى جسر فارس، وكانت حالتها انضباطها سيئة جدًا. لذا تقدم نحو موقعهم وشن هجومًا ليليًا أسفر عن مقتل عدة قادة من الثوار وأجبر الباقين على الفرار. ثم واصل تكين سيره على طول نهر مسرقان ووصل في النهاية إلى معسكر عليّ، لكن الأخير قرر عدم خوض القتال وانسحب بدلًا من ذلك.
في هذه المرحلة، بدأ علي وتكين يتبادلان المراسلات، وتبادلا الرسائل والتحايا بينهما. وصلت هذه الأخبار إلى مسرور البلخي، مما أثار شكوكه حول ولاء تكين. لذا توجه إلى الأحواز وكتب إلى تكين معبرًا عن تأييده لسلوكه. وبلا أي شك، وافق تكين على لقاء مسرور، لكنه عند وصوله إلى معسكره جرى تجريده من سلاحه واعتقاله. وعندما علمت قواته باعتقال تكين، بدأ العديد منهم في التفرق؛ فانضم بعضهم إلى خدمة علي بن أبان، بينما انضم آخرون إلى محمد بن عبيد الله. ولمنع المزيد من الانشقاقات، أصدر مسرور ضمانة سلامة للقوات المتبقية، فعلى إثر ذلك وافقوا على الانضمام إلى صفوفه.

## أغطارميش
بعد أن سُجن تاكين، عُيّن أغطارميش واليًا عسكريًا للأهواز مكانه. وبأمر بالقتال ضد علي بن أبان، سار أغطارميش وقادة آخرون حتى وصلوا إلى تستر، حيث قتلوا عددًا من أسرى الزنج الذين كان تاكين قد أسرهم. ثم واصلوا طريقهم جنوبًا ووصلوا في نهاية المطاف إلى عسكر مكرم.
أما عليّ، فقد قرر في الوقت ذاته التحرك لمواجهة أغطارميش، فسار شمالًا وكان شقيقه الخليل يقود طليعته. لكن نظرًا لتفوق أعداد المتمردين، امتنعت قوات الحكومة عن القتال وقامت بقطع جسر لإعاقة تقدم عليّ. فعاد عليّ إلى سوق الأهواز، تاركًا الخليل في مسروقان. وهناك، وصلته رسالة من الخليل تفيد بأن أغطارميش يتجه نحوه مجددًا، فغادر لملاقاة القوات الحكومية وأمر الخليل بالالتحاق به. دارت معركة بين الطرفين انتهت بانتصار أغطارميش. فتراجع عليّ إلى سوق الأهواز، لكنه وجد أن قوات الاحتياط لديه قد فرّت إلى نهر السدرى، فتبعهم وانضم إليهم هناك.
جمع عليّ قواته من جديد واستعد لشن هجوم آخر على أغطارميش. وردّ أغطارميش بحشد قواته والتقدم نحو الزنج. أعاد عليّ الخليل إلى طليعته وأمر قائدًا آخر، بهبود بن عبد الوهاب، بأن يتموضع في كمين. فتقدم الخليل لملاقاة أغطارميش وبدأ الاشتباك معه. حققت قوات الحكومة تفوقًا أوليًا في المعركة، لكن حين هاجمها رجال الكمائن تكبّدوا الهزيمة. وأُسر أحد قادة الحكومة، فأمر عليّ بقطع رأسه انتقامًا لمقتل الأسرى في تستر. ثم توجه عليّ إلى سوق الأهواز وأرسل رؤوس القتلى إلى المختارة حيث عُرضت هناك، في حين تراجع أغطارميش وبقايا قواته عائدين إلى تستر.
استمر القتال لفترة بين عليّ وأغطارميش، دون أن يحقق أي من الطرفين تفوقًا واضحًا. ولكن عندما وصلت تعزيزات من المختارة لتدعيم موقف عليّ، قرر أغطارميش طلب هدنة مع عليّ، التي قبلها الأخير. ثم قام عليّ بغارة على المناطق المجاورة، ووصل في نهاية المطاف إلى بيروض، حيث استولى عليها ونهبها. وأرسل الغنائم إلى المختارة وأقام في القرية.

## الصراع بين علي بن أبان ومحمد بن عبيد الله
كانت العلاقة بين عليّ ومحمد بن عبيد الله، الوالي السابق ليعقوب بن الليث، متوترة منذ الحادثة التي وقعت في تستر. وفي محاولة للتخلّص من تبعيته لعليّ، كتب محمد إلى أنكلَي، ابن قائد الزنج، طالبًا أن تُفصل المنطقة الواقعة تحت سلطته عن ولاية عليّ وتُجعل تحت إشرافه المباشر. وقد أثار هذا الاتفاق غضب عليّ، فردّ بطلب نقل إيرادات ضرائب محمد إليه. ولما حصل على موافقة قائد الزنج، طالب محمد بالأموال، لكن الأخير ماطل في الدفع. فاستغل عليّ هذا التأخير ذريعة للهجوم عليه، وتوجّه إلى رامهرمز حيث كان محمد يقيم. وبما أن محمد لم يكن يملك الوسائل الكافية لمواجهة عليّ، قرر الفرار، فتعرضت رامهرمز للنهب على يد جنود عليّ. وفي حالة من الذعر، طلب محمد التصالح مع عليّ، فوافق قائد الزنج على ذلك. وسلّم محمد إيرادات ضرائبه إلى عليّ، الذي قام بدوره بإرسال الأموال إلى المختارة، وتعهد بعدم التدخل في المناطق الواقعة تحت سيطرة محمد.
بعد فترة من ذلك، كتب محمد إلى عليّ يطلب مساعدته في مهاجمة مجموعة من الأكراد، مع عرض أن تُوزع أي غنائم تُستولى عليها على جنود الزنج. فوافق عليّ وأرسل الخليل وبهبود للمشاركة في الغارة. تقدمت المعركة في البداية لصالح الزنج، لكن عندما شنّ الأكراد هجومًا معاكسًا، تخلى رجال محمد فجأة عن الميدان، مما أجبر الزنج على التراجع. وخلال فرارهم، تعرضوا لهجوم من قوة أخرى من رجال محمد، ففقدوا العديد من خيولهم وغنائمهم في القتال. وعندما عاد الناجون من الزنج إلى عليّ وأخبروه بما جرى، كتب فورًا إلى قائد الزنج بشأن الحادث. ثم دارت مفاوضات مختصرة بين المختارة وعليّ ومحمد، انتهت بموافقة محمد على إعادة الخيول المسروقة وتقديم تعويضات إضافية.
بعد أن تم حلّ الخلاف مع محمد، لم يتخذ عليّ أي إجراء لفترة من الزمن. ثم قرر في النهاية مهاجمة معقل متوث، وتوجه نحوها. وعندما وصل، وجد أن لها تحصينات قوية وعددًا كبيرًا من المدافعين، فقرر أن يستعد أكثر قبل الهجوم عليها. فتراجع وبدأ في تجهيز السلالم والأدوات اللازمة لتسلق الأسوار؛ وبعد الانتهاء من ذلك، أمر جيشه بالتقدم مرة أخرى نحو المدينة. لكن عند اقترابه من متوث هذه المرة، فاجأه مسرور البلخي بهجوم مباغت، الذي كان قد علم بخطط عليّ. وعند رؤية فرسان مسرور، تخلّى رجال عليّ عن معداتهم وفرّوا، واضطر عليّ إلى التراجع.

## هجران الزنج للأهواز
شنت الحكومة العباسية هجومًا كبيرًا في أواخر عام 879 ضد الزنج في وسط العراق؛ بقيادة الأمير أبو العباس (الخليفة المستقبلي المعتضد [حكم 892-902])، نجح جيش الحكومة في إلحاق العديد من الهزائم الكبرى بالزنج في منطقتي واسط والبطيحة. وفي أيلول 880 انضم إلى القتال جيش آخر بقيادة والد أبي العباس، الخليفة الموفق. وسرعان ما قٌضي على وجود الزنج في وسط العراق؛ واستعادت الحكومة عدة بلدات، واستُولي على معقلين للمتمردين في المنيعة والمنصورة. وأُجبرت القوات المتمردة في المنطقة على الانسحاب تدريجيًا والتراجع إلى ما يقرب من عاصمتها المختارة.

تحركات الموفق التقريبية أثناء تقدمه عبر الأهواز.

في السابع من كانون الثاني عام 881، خرج الموفَّق من واسط متوجهًا إلى الأهواز، سالكًا طريق السوس. ومع تزايد ضعف موقف المتمردين في العراق، واقتراب الموفَّق من موقع علي بن أبان، قرر قائد الزنج استدعاء علي والعودة به إلى المختارة. فكتب إليه يأمره بترك مؤنه ومعداته والعودة فورًا إلى العراق.
كان عليّ قد علم مسبقًا بتقدّم الموفَّق، فلما وصله كتاب قائد الزنج، عيَّن نائبًا عنه وغادر سوق الأهواز. وقد صدر أمر مماثل إلى بهبود، الذي كان يتولى أمر القرى الواقعة بين الأهواز وفارس، فسارع هو أيضًا إلى الانسحاب وترك مؤنه. وانطلق المتمردون عائدين إلى المختارة، غير أنهم نهبوا القرى التي مرّوا بها في طريقهم، رغم أنهم كانوا قد عقدوا الصلح مع الزنج. وتخلّف كثير من رجال عليّ عن اللحاق به، وفضّلوا البقاء في الإقليم، في حين واصل عليّ طريقه عائدًا إلى المختارة.
وصل الموفَّق بعد ذلك إلى السوس، حيث انضم إليه سريعًا مسرور البلخي، والي الإقليم. وأثناء إقامته في السوس، أمر بمصادرة المؤن التي خلّفها الزنج، وشرع في فتح السدود التي كان المتمردون قد أقاموها على الأنهار، كما عمل على إصلاح الطرق المحلية. وبعد ثلاثة أيام، غادر السوس متوجهًا إلى جنديسابور، حيث أمر رجاله بالبحث عن علف للدواب. ثم تابع مسيره بعد ثلاثة أيام إلى تستر، وحين وصل إليها أرسل ضباطه إلى مختلف أنحاء إقليم الأهواز لجمع الضرائب، ونظّم دفع رواتب جنود مسرور. كما أرسل مبعوثًا إلى محمد بن عبيد الله، الذي كان لا يزال في الإقليم، للتفاوض معه على تسوية.
غادر الموفَّق في نهاية المطاف مدينة تستر وتوجه إلى عسكر مكرم، ومن هناك تابع طريقه إلى سوق الأهواز. وأثناء وجوده هناك، اكتشف أن الزنج قد لغموا جسرًا قريبًا، مما حال دون وصول الإمدادات إلى المدينة، فأمر رجاله بإصلاح المعبر. وبعد إتمام ذلك، بقي في المدينة عدة أيام لتعزيز قواته. وخلال هذه الفترة، كتب الزنوج الذين كانوا قد تخلّفوا عن عليّ إليه يطلبون العفو، فاستجاب الموفَّق لطلبهم، وأُدمج نحو ألف رجل من رجال عليّ في جيشه.
بعد أن أعاد الموفَّق سلطة الدولة العباسية في إقليم الأهواز، غادر سوق الأهواز متجهًا جنوبًا. وسرعان ما وصل هو وأبو العباس إلى المختارة في منتصف شباط من عام 881، وشرعا في محاصرتها، معلنين بذلك بداية المرحلة الأخيرة من التمرّد.

## العواقب
خلال حصار المختارة، الذي استمر من عام 881 إلى عام 883، يبدو أنه لم يحدث أي قتال في الأهواز؛ ومع ذلك، ساهمت المقاطعة في المجهود الحربي العباسي، حيث أرسلت الإمدادات والمتطوعين إلى الموفق. وعندما تم الاستيلاء على المختارة في النهاية في عام 883، حاول بعض المتمردين الناجين الفرار إلى الأهواز؛ على سبيل المثال، ألقت السلطات في رامهرمز القبض على أحد الهاربين الذي جرح الموفق أثناء الحصار، وأرسلته إلى أبي العباس الذي أمر بقتله.
وبعد الهزيمة النهائية للزنج، أمر الموفق بإرسال رسائل إلى مراكز العالم الإسلامي لإعلان أهل مناطق البصرة والأبلة والأهواز وواسط أن التمرد قد انتهى وأنه أصبح من الآمن لهم الآن العودة إلى ديارهم.

## ملحوظات
1. ↑  Popovic 1999, p. 40: "The revolt was probably declared on...September 7, 869"
2. ↑  Al-Tabari 1992، صفحات 31–33.
3. ↑  Ibn al-Athir 1987، صفحات 206–07.
4. ↑  Popovic 1999، صفحات 35–38.
5. ↑  Popovic 1999، صفحات 9 ff.
6. ↑  Al-Tabari 1992، صفحات 38 ff.
7. ↑  Popovic 1999، صفحات 45–46 ff.
8. ↑  Al-Tabari 1992، صفحات 37, 40, 46–48.
9. ↑  Popovic 1999، صفحات 46 ff.
10. ↑  Al-Tabari 1992، صفحة 111.
11. 1 2 3 4  Ibn al-Athir 1987، صفحة 226.
12. ↑  Popovic 1999، صفحات 57–58.
13. ↑  Al-Tabari 1992، صفحات 111–12.
14. 1 2 3  Popovic 1999، صفحة 58.
15. 1 2  Al-Tabari 1992، صفحة 112.
16. ↑  Al-Tabari 1992، صفحات 123–24.
17. 1 2  Ibn al-Athir 1987، صفحة 230.
18. ↑  Popovic 1999، صفحة 59.
19. ↑  Al-Tabari 1992، صفحات 124–25.
20. ↑  Popovic 1999، صفحات 59–60.
21. ↑  Al-Tabari 1992، صفحة 125.
22. ↑  Ibn al-Athir 1987، صفحة 231.
23. ↑  Popovic 1999، صفحة 60.
24. ↑  Al-Tabari 1992، صفحات 137–38.
25. 1 2  Ibn al-Athir 1987، صفحة 235.
26. 1 2  Popovic 1999، صفحة 65.
27. ↑  Al-Tabari 1992، صفحة 138.
28. ↑  Al-Tabari 1992، صفحات 138–39, 140, 142.
29. ↑  Ibn al-Athir 1987، صفحة 236.
30. ↑  Popovic 1999، صفحات 65–66.
31. ↑  Al-Tabari 1992، صفحات 152–53.
32. ↑  Ibn al-Athir 1987، صفحة 240.
33. 1 2  Popovic 1999، صفحة 70.
34. ↑  Al-Tabari 1992، صفحات 153–54.
35. ↑  Ibn al-Athir 1987، صفحات 240–41.
36. ↑  Al-Tabari 1992، صفحة 154.
37. 1 2 3  Ibn al-Athir 1987، صفحة 241.
38. ↑  Popovic 1999، صفحة 70-71.
39. ↑  Al-Tabari 1992، صفحات 154–55.
40. 1 2 3 4 5  Popovic 1999، صفحة 71.
41. ↑  Al-Tabari 1992، صفحة 155.
42. ↑  Al-Tabari 1992، صفحات 164–65.
43. 1 2 3  Ibn al-Athir 1987، صفحة 251.
44. ↑  Al-Tabari 1992، صفحة 165.
45. ↑  Al-Tabari 1992، صفحات 165–66.
46. ↑  Ibn al-Athir 1987، صفحة 253.
47. ↑  Bosworth 1994، صفحات 67 ff., 108 ff., 135 ff., 155 ff.
48. ↑  Bosworth 1994، صفحات 137–38, 140.
49. 1 2  Al-Tabari 1992، صفحات 181–82.
50. 1 2 3  Ibn al-Athir 1987، صفحة 263.
51. 1 2 3  Popovic 1999، صفحة 74.
52. ↑  Al-Tabari 1992، صفحة 182.
53. ↑  Al-Tabari 1992، صفحات 182–83.
54. 1 2  Ibn al-Athir 1987، صفحات 263–64.
55. ↑  Popovic 1999، صفحات 74–75.
56. ↑  Al-Tabari 1992، صفحة 183.
57. 1 2 3 4  Popovic 1999، صفحة 75.
58. ↑  Al-Tabari 1992، صفحات 183–84.
59. ↑  Ibn al-Athir 1987، صفحة 264.
60. 1 2  Al-Tabari 1992، صفحة 186.
61. 1 2 3  Ibn al-Athir 1987، صفحة 271.
62. ↑  Al-Tabari 1992، صفحات 186–87.
63. ↑  Popovic 1999، صفحات 75–76.
64. 1 2  Al-Tabari 1992، صفحة 187.
65. ↑  Ibn al-Athir 1987، صفحات 271–72.
66. 1 2  Popovic 1999، صفحة 76.
67. 1 2  Ibn al-Athir 1987، صفحة 272.
68. ↑  Bosworth 1994، صفحة 166.
69. ↑  Al-Tabari 1992، صفحات 205–06.
70. ↑  Ibn al-Athir 1987، صفحات 281–82.
71. 1 2  Popovic 1999، صفحة 79.
72. ↑  Al-Tabari 1992، صفحة 206.
73. ↑  Al-Tabari 1992، صفحات 206–07.
74. ↑  Ibn al-Athir 1987، صفحة 282.
75. ↑  Popovic 1999، صفحات 79–80.
76. ↑  Al-Tabari 1987، صفحة 2.
77. 1 2 3 4  Ibn al-Athir 1987، صفحة 286.
78. 1 2 3 4  Popovic 1999، صفحة 80.
79. ↑  Al-Tabari 1987، صفحات 2–3.
80. ↑  Al-Tabari 1987، صفحات 3–4.
81. ↑  Al-Tabari 1987، صفحة 4.
82. ↑  Al-Tabari 1987، صفحة 8.
83. ↑  Ibn al-Athir 1987، صفحة 287.
84. ↑  Popovic 1999، صفحات 80–81.
85. ↑  Al-Tabari 1987، صفحات 8–10.
86. ↑  Ibn al-Athir 1987، صفحات 287–88.
87. 1 2 3  Popovic 1999، صفحات 81.
88. ↑  Al-Tabari 1987، صفحة 10-11.
89. ↑  Ibn al-Athir 1987، صفحة 288.
90. ↑  Popovic 1999، صفحات 91 ff..
91. ↑  Popovic 1999، صفحات 95 ff..
92. ↑  Al-Tabari 1987، صفحات 34–35.
93. ↑  Ibn al-Athir 1987، صفحة 298.
94. 1 2  Popovic 1999، صفحات 99–100.
95. ↑  Al-Tabari 1987، صفحات 35–36.
96. 1 2  Ibn al-Athir 1987، صفحات 298–99.
97. ↑  Popovic 1999، صفحة 100.
98. ↑  Al-Tabari 1987، صفحات 34–37.
99. ↑  Al-Tabari 1987، صفحات 37–38.
100. ↑  Ibn al-Athir 1987، صفحة 299.
101. ↑  Popovic 1999، صفحات 100–01.
102. ↑  Al-Tabari 1987، صفحات 38–39, 41–42 ff.
103. ↑  Ibn al-Athir 1987، صفحات 299–300 ff.
104. ↑  Popovic 1999، صفحات 101–02.
105. ↑  Al-Tabari 1987، صفحات 49, 129.
106. ↑  Popovic 1999، صفحات 102 ff, 120.
107. ↑  Al-Tabari 1987، صفحات 137.
108. 1 2  Popovic 1999، صفحة 122.
109. ↑  Al-Tabari 1987، صفحات 139.